# Welthauptstadt Germania

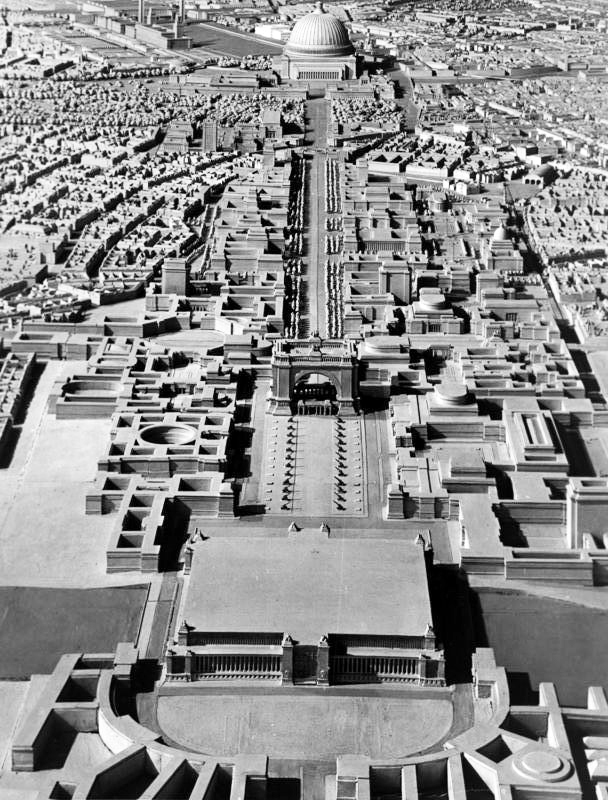
Pohled na model hlavního města světa Germania

Welthauptstadt Germania („Světové hlavní město“) bylo jméno projektované Adolfem Hitlerem pro zcela nové hlavní město nebo původní obnovené hlavní město Třetí Říše na místě města Berlín. Německá metropole měla být kompletně přebudována ve velkolepém stylu. Dodnes jsou projekty Germanie považovány za ukázku nacistického megalomanství a propagandy. Hlavní architekt Germanie byl první architekt Třetí Říše Albert Speer. Titul „Welthauptstadt“ byl vybrán proto, že přesně vystihoval nový a velkolepý charakter tohoto města, které mělo kvalitou i úrovní čnít nad tehdejšími metropolemi světa Londýnem, Paříží či Římem.